# Fulgoromorpha
Infra-ordre
Les Fulgoromorpha (les fulguromorphes) sont un infra-ordre d'insectes hémiptères du sous-ordre des Auchenorrhyncha.

## Systématique
L'infra-ordre des Fulgoromorpha a été décrit par l'entomologiste John William Evans en 1946.

## Taxinomie
On distingue les super-familles suivantes :
- Super-famille †Coleoscytoidea Martynov, 1935
- Super-famille Delphacoidea Leach, 1815
  - Borysthenidae Emeljanov, 1989
  - Cixiidae Spinola, 1839
  - Delphacidae Leach, 1815
  - † Lalacidae Hamilton, 1990
- Super-famille †Fulgoridioidea Handlirsch, 1939
- Super-famille Fulgoroidea Latreille, 1807[2] :
  - Acanaloniidae Amyot & Audinet-Serville, 1843
  - Achilidae Stål, 1866
  - Achilixiidae Muir, 1923
  - Caliscelidae Amyot & Audinet-Serville, 1843
  - † Cicadopsyllidae Martynov, 1933
  - Derbidae Spinola, 1839
  - Dictyopharidae Spinola, 1839
  - Eurybrachidae Stål, 1862
  - Flatidae Spinola, 1839
  - Fulgoridae Latreille, 1807
  - Gengidae Fennah, 1949
  - Hypochthonellidae China & Fennah, 1952
  - Issidae Spinola, 1839
  - † Limfjordiidae Willman, 1977
  - Lophopidae Stål, 1866
  - Nogodinidae Melichar, 1898
  - Ricaniidae Amyot & Audinet-Serville, 1843
  - Tettigometridae Germar, 1821
  - Tropiduchidae Stål, 1866
  - † Yetkhatidae Song, Szwedo & Bourgoin, 2019
  - genres non rattachés à une famille :
    - Bodecia Walker, 1868
    - † Diaplegma Scudder, 1890
    - † Heseneuma Brauckmann & Schlüter, 1993
    - † Knezouria Jell, 1993
    - † Laiyangella Zhao, Bourgoin & Luo, 2022
    - † Lapicixius Ren, Yin & Dou, 1998
    - † Megaleurodes Hamilton, 1990
    - † Oliarites Scudder, 1890
    - † Planophlebia Scudder, 1879
    - † Sanctipaulus Pinto, 1956
    - Thiscia Stål, 1862
    - Ziartissus Qadri & Mirza, 1966

- Super-famille Meenoploidea Fieber, 1872 comportant les familles :
  - Kinnaridae Muir, 1925
  - Meenoplidae Fieber, 1872

- Super-famille †Surijokocixioidea Shcherbakov, 2000
- familles non rattachées à une superfamille :
  - † Aviorrhynchidae Nel, Bourgoin, Engel & Szwedo, 2013
  - † Jubisentidae Zhang, Ren & Yao, 2019
  - † Mimarachnidae Shcherbakov, 2007
  - † Neazoniidae Szwedo, 2007
  - † Perforissidae Shcherbakov, 2007
- genres non rattachés à une superfamille :
  - † Compactofulgoridium Bode, 1953
  - † Fenghuangor Li & Szwedo, 2011
  - † Fulgoridiella Becker-Migdisova, 1963
  - † Fulgoridulum Handlirsch, 1939
  - † Fulgoropsis Martynov, 1939
  - † Margaroptilon Handlirsch, 1906
  - † Metafulgoridium Carpenter, 1992
  - † Parafulgoridium Handlirsch, 1939
  - † Procercofulgoridium Bode, 1953
  - † Productofulgoridium Bode, 1953
  - † Ricaniella Meunier, 1897
  - † Tetrafulgoria Doweld, 2013

## Quelques espèces
- Fulgora laternaria — fulgore porte-lanterne
- Metcalfa pruinosa — cicadelle pruineuse

## Galerie

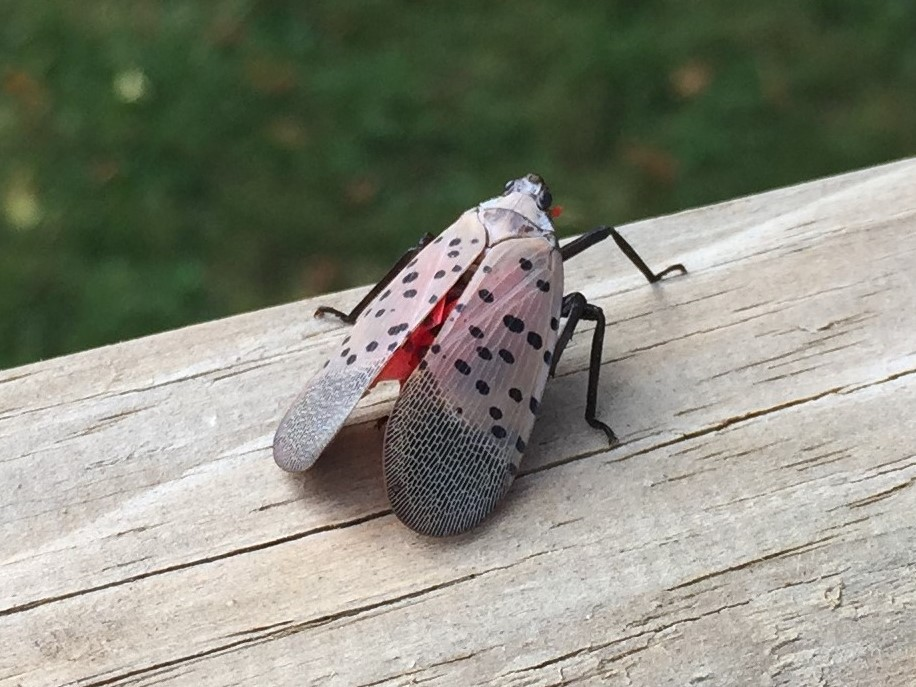
Lycorma delicatula (Fulgoridae)
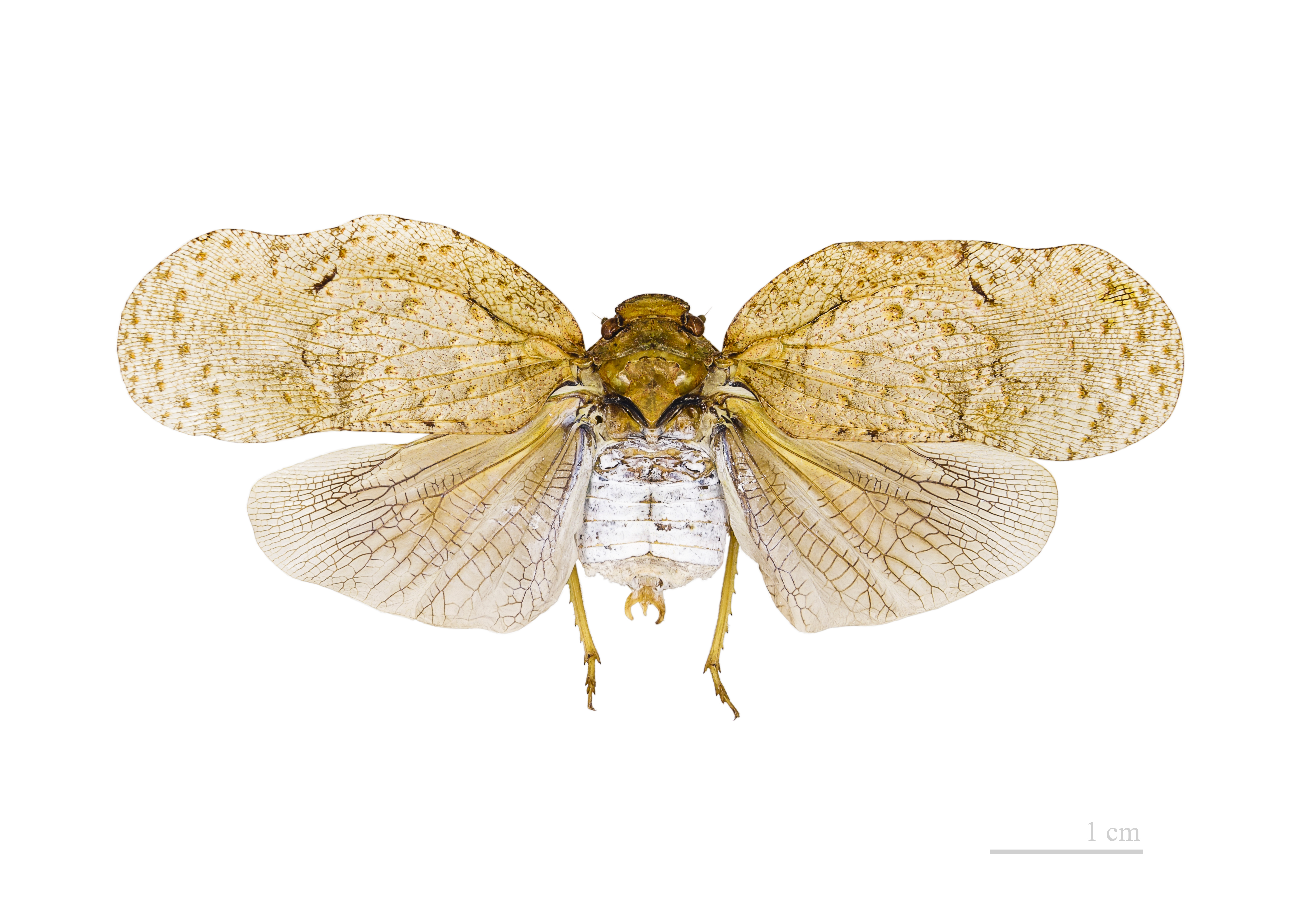
Flatolystra verrucosa (Fulgoridae)
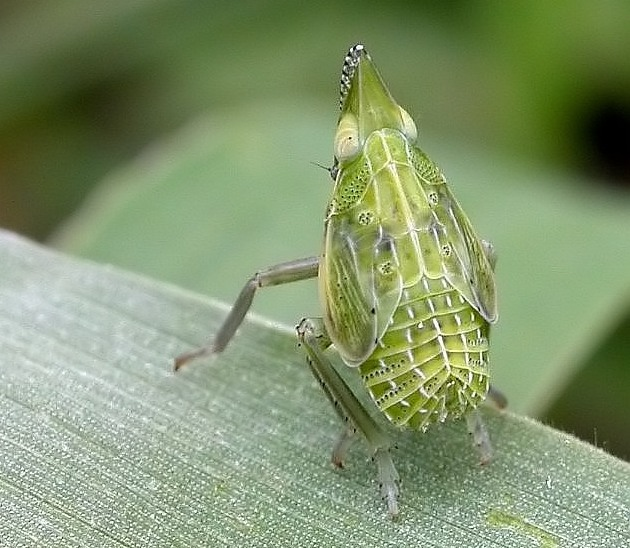
Nymphe du fulgore Dictyophara europaea
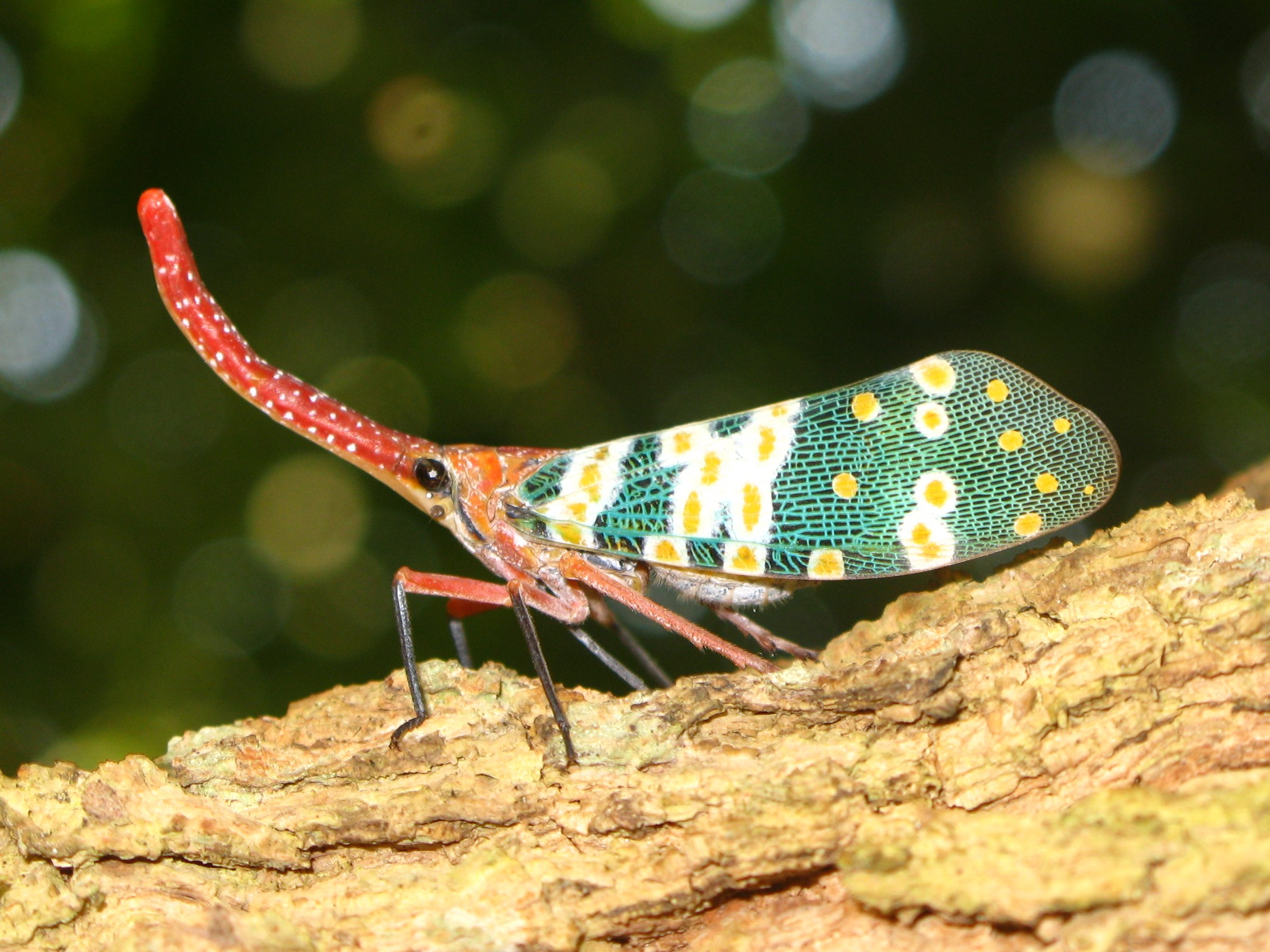
Pyrops candelaria (Fulgoridae)
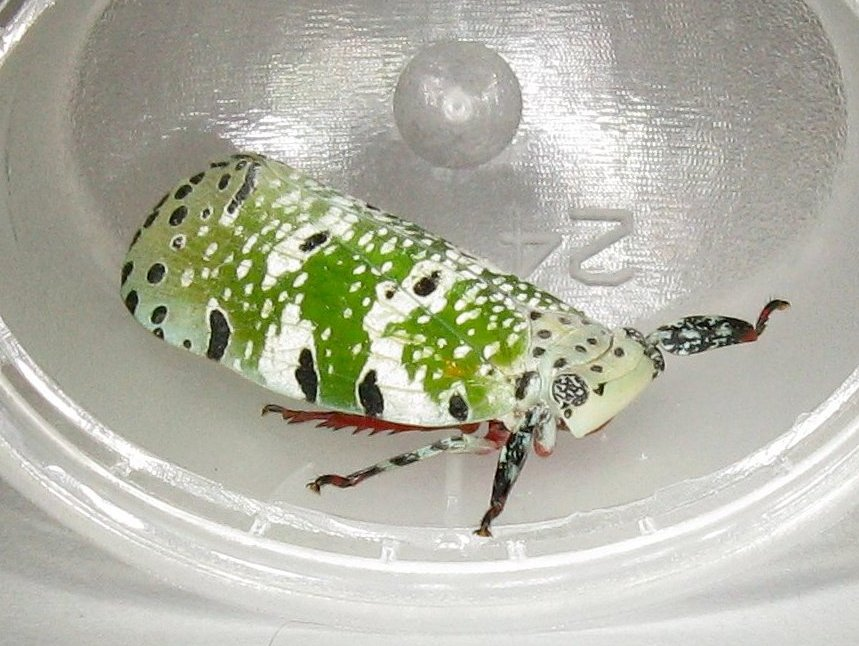
Paropioxys jucundus (Eurybrachyidae)